# Cynthia Hudson
Cynthia Hudson Fernández (Los Ángeles, California, 1964) es una ejecutiva de televisión, productora de televisión y periodista estadounidense que trabaja en la cadena de noticias CNN en Español, donde ocupa el cargo de vicepresidente senior y gerente general y Estrategia Hispana para CNN.

## Biografía

### Primeros años y estudios
Nació en Los Ángeles, Estados Unidos en 1964 y desciende de cubanos y estadounidenses. A corta edad se mudó a Miami, donde cursó los estudios secundarios en el Colegio Saint Brendan. En 1981 comenzó a estudiar en la Universidad de Miami, en donde se graduó con una Maestría de Comunicaciones en 1984. 
Habla con fluidez inglés y español.

### Vida privada
Actualmente reside en Miami, Estados Unidos con sus 3 hijas.

## Carrera

### Inicios
Hudson comenzó su carrera como reportera de noticias de la televisión en 1984, tras terminar sus estudios en la Universidad de Miami. De ahí hasta 1992, sostuvo varias producciones y diversos puestos ejecutivos en la cadena Univision. Entre 1992 y 1994, fue vicepresidente de programación y producción para la cadena Telemundo, y de 1997 a 2005, se desempeñó como vicepresidente senior y directora editorial de Cosmopolitan Televisión. Antes de Cosmopolitan TV, también fue vicepresidente senior de programación y servicios creativos para el conjunto de United International Holding.

### Mega TV
Se desempeñó como directora creativa y vicepresidente ejecutiva de SBS y directora general de Mega TV desde el 3 de enero de 2006 hasta el 19 de marzo de 2010.
En 2008, durante una emisión del programa Bayly en Mega TV su presentador criticó el mal trato que le dieron los ejecutivos del canal al no darle mantenimiento en el aire acondicionado, y desafió al presidente del canal Raúl Alarcón. Esto le ganó una censura en el mes de septiembre. Al siguiente día de la censura pidió perdón por la forma como se comportó en el programa anterior y tuvo una conversación con Cynthia.

### CNN en Español
En marzo de 2010 fue convocada para trabajar en CNN en Español con los cargos de vicepresidente senior y gerente general y Estrategia Hispana para CNN / EE. UU. En su labor, se encarga de supervisar todos la recopilación de noticias, contenido editorial, programación, producción, operaciones y personal, de CNN en Español, CNN en Español Radio y CNNMéxico.com.

## Premios
En 2011, fue galardonada con el premio Hispanic Achievement & Business Leadership.